# نظام الرصيد الاجتماعي
نظام الرصيد الاجتماعي هو برنامج تقييم سمعة وطني تعمل الحكومة الصينية على تطويره. بحلول عام 2020، من المقرر توحيد مقاييس تقييم الاقتصاد والسمعة الاجتماعية للمواطنين ومشاريع الأعمال أو ما يسمى «الرصيد الاجتماعي».
سيكون هذا النظام نظامًا واحدًا موحدًا يحظى فيه كل مواطن وكل مشروع عمل بمجموع رصيد اجتماعي واحد معمم في كامل النظام. في عام 2018، وُضعت بعض القيود على المواطنين، ما وصفه الإعلام الحكومي بالخطوة الأولى نحو إنشاء نظام رصيد اجتماعي وطني.
يعتبر النظام شكلًا من أشكال مراقبة الجمهور يستخدم تكنولوجيا تحليل البيانات الضخمة. وقد احتفظت حكومة الصين الحديثة إلى جانب ذلك بأنظمة سجلات ورقية للأفراد والأسر –مثل أرشيف (dàng'àn) ونظام (hùkǒu)– يمكن للموظفين أن يرجعوا إليها، لكن هذه السجلات لم توفر للمواطنين الصينيين نفس درجة وسرعة الاستجابة والنتائج التي يوفرها النظام الإلكتروني المتكامل بسبب الصعوبة الأكبر التي تكمن في تجميع السجلات الورقية لإجراء تحليل سريع وفعال.

## نشأته
تعود نشأة نظام الرصيد الاجتماعي إلى الأعمال الممارَسة في كلّ من مراقبة حفظ الأمن وإدارة العمل. خلال فترة حكم ماو، كانت وحدة العمل الوسيط الرئيسي بين الفرد والحزب الشيوعي الصيني. ومفهوم الوحدة، في حد ذاته، مستمد من الهيغلية وبالتحديد من علم الاجتماع السلوكي. وهناك أمثلة أخرى ذات صلة تتضمن وحدة المجاورة السكنية في التنمية، ودراسة الكائنات الحية على مستوى وحدة بيئية محددة، ومفهوم الوحدة المحاسبية في المحاسبة، ووحدة العمل الاستراتيجية في التجارة، ومفهوم الوحدة في التبعية الكنسية لدى مجمع كنيسة ويسكونسن الإنجيلية اللوثرية، واستخدام السلوك الفردي كوحدة دراسة في السلوكية الراديكالية، والميم في الأنثروبولوجيا.
ونشأ نظام الرصيد الاجتماعي كذلك من الإدارة الاجتماعية الشبكية، وهي إستراتيجية مراقبة حفظ أمن تم تطبيقها للمرة الأولى في 2001 و2002 (خلال عهد الزعيم الأعلى جيانغ زيمين) في مواقع مختارة من بر الصين الرئيسي. في طورها الأول، كانت مراقبة حفظ الأمن الشبكية نظامًا يحقق اتصالًا أكثر فاعلية بين دوائر الأمن العام. وخلال بضع سنوات، أصبح النظام الشبكي مكيفًا للاستخدام في توزيع الخدمات الاجتماعية. ولم تزود الإدارة الشبكية السلطات بوعي ظرفي أكبر على مستوى الجماعات وحسب، بل طورت كذلك عملية تعقب الأفراد ومراقبتهم.
في عام 2018، قال عالم الاجتماع زانغ ليفان إن المجتمع الصيني اليوم ما زال يعاني نقصًا في الثقة، إذ يتوقع الأشخاص غالبًا أن يتعرضوا للغش أو يقعوا في ورطة حتى إن كانوا بريئين. وهو يرى أن ذلك يُعزى إلى الثورة الثقافية، حيث حُرض الأصدقاء وأفراد العائلات على بعضهم بشكل ممنهج وقُتل الملايين من الصينيين. والغاية المعلنة لنظام الرصيد الاجتماعي هي مساعدة أفراد الشعب الصيني على استعادة ثقتهم ببعضهم.

## تطبيقه من قبل الحكومة الصينية
نظام الرصيد الاجتماعي مثال على منهج «نطاق المستوى الأعلى» لدى الصين، وهو يخضع للتنسيق من قبل اللجنة المركزية للإصلاحات العميقة الشاملة.
لم يتضح إن كان النظام سيبدأ العمل بحلول عام 2020 وفق ما هو متصوَّر، لكن الحكومة الصينية استعجلت تطبيق النظام، مما نتج عنه نشر عدد كبير من وثائق ومخططات سياسة العمل منذ إصدار المخطط الرئيسي في عام 2013. وإن طُبق نظام الرصيد الاجتماعي حسب التصور، سيشكل طريقة جديدة للتحكم في سلوكيات الأفراد والمشاريع في آن معًا.

### مسيرة تطور التطبيق (2013 – الحاضر)
في عام 2013، بدأت المحكمة الشعبية العليا في الصين بوضع قائمة سوداء بأسماء المدينين شملت نحو 32000 اسم. ويصف الإعلام الحكومي القائمة منذ ذلك الحين بأنها الخطوة الأولى نحو نظام رصيد اجتماعي وطني.
في عام 2015، منح بنك الصين الشعبي تراخيص لثماني شركات ببدء استخدام نسخ تجريبية من أنظمة رصيد اجتماعي. ومن بين هذه الشركات الثماني رصيد سيسم، الذي تملكه مجموعة علي بابا، وشركة تينسنت، إضافة إلى أكبر خدمتي تقاسُم ركوب ومواعدة على الإنترنت في الصين، ديدي تشو شينغ وموقع Baihe.com على التوالي. وبشكل عام، تتعاون العديد من الشركات مع الحكومة من أجل تطوير نظام البرمجيات والخوارزميات المستخدمة لحساب الرصيد. وقد بدأت المحكمة الشعبية العليا أيضًا العمل بالتنسيق مع شركات خاصة – على سبيل المثال، بدأ رصيد سيسم يخصم نقاطًا من الرصيد للأشخاص الّذين تخلفوا عن دفع غرامات الحكم.
كانت الحكومة قد درست في الأصل احتمال أن يُدار نظام الرصيد الاجتماعي من قبل شركة خاصة، لكنها بحلول عام 2017 أقرت بالحاجة إلى إدارة من خلال طرف ثالث.
في عام 2017، لم تُمنح تراخيص لشركات خاصة. وتضمنت الأسباب تعارض المصالح، والتحكم المتبقي للحكومة، إضافة إلى انعدام التعاون في مشاركة البيانات بين الشركات التي تساهم في التطوير. وبذلك، لم يُستبعد بعد خيار إدارة نظام الرصيد الاجتماعي من قبل جهة خارجية ظاهريًا، مثل لجنة رسمية مشتركة بين الشركات الخاصة. وكذلك قد وقعت الشركات الخاصة عقودًا مع حكومات محلية من أجل إقامة البنية التحتية الأساسية لنظام الرصيد الاجتماعي على مستوى محلي.
حتى مارس 2017، كان ثمة 137 شركة إعداد تقارير رصيد تجارية ناشطة في السوق الصينية. وكجزء من تطوير نظام الرصيد الاجتماعي، عمدت الحكومة الصينية إلى مراقبة عمل أنظمة تصنيف ائتماني صينية تعود إلى طرف ثالث.
حتى فبراير 2018، لم يكن ثمة نظام رصيد اجتماعي شامل على المستوى الوطني، لكن وُجدت عدة محاولات تجريبية لاختبار النظام على مستوى محلي إضافة إلى قطاعات صناعية محددة. وقد تم تطبيق برنامج مشابه في شانغهاي من خلال التطبيق الإلكتروني المسمى «أونست شانغهاي»، الذي يستخدم برمجية تعرف على الوجه ليتصفح السجلات الحكومية ويقيّم المستخدمين وفقًا لها.
في مارس 2018، نشرت وكالة رويترز تقريرًا مفاده أن التقييدات المطبقة على المواطنين ومشاريع الأعمال التي لديها تقييمات رصيد اجتماعي منخفضة، وبالتالي جدارة منخفضة بالثقة، ستصبح سارية المفعول في 1 مايو. وبحلول مايو 2018، حُرم الأشخاص الواردين على القائمة السوداء من رحلات جوية ورحلات قطار سريع وصل عددها إلى عدة ملايين.
في أبريل 2018، تحدثت الصحفية سيمينا ميسترينو عن مجتمع تُنشر فيه مجاميع الرصيد الاجتماعي للأشخاص قرب مركز القرية.
حتى منتصف 2018، لم يكن واضحًا هل سيكون النظام «نظامًا بيئيًا» يتضمن مجاميع وقوائم سوداء متنوعة تدار من قبل وكالات حكومية وشركات خاصة معًا، أم سيكون نظامًا واحدًا موحدًا. وكذلك ليس واضحًا هل سيكون هناك مجموع رصيد اجتماعي واحد على مستوى النظام لكل مواطن ومشروع عمل.
في نوفمبر 2018، وُضع مخطط مفصل من أجل زيادة تطبيق البرنامج المخصص لـ 2018-2020. وتضمن المخطط وضع الأشخاص على القائمة السوداء لدى المواصلات العامة والكشف العلني لتقييمات انعدام الجدارة بالثقة للأفراد ومشاريع العمل.
في يناير 2019، أعلنت حكومة بكين رسميًا أنها ستبدأ باختبار «مجموع رصيد شخصي».
في أبريل 2019، أعلن بنك الصين الشعبي أن نسخة جديدة من تقرير الرصيد الشخصي ستُطلق وتوفر إمكانية جمع المزيد من المعلومات الشخصية. وقد وصفها الإعلام الحكومي بأنها «أكثر تفصيلًا وشمولًا ودقة».
في مايو 2019، أعلنت بكين أن بعض السلوكيات غير اللائقة في مترو الأنفاق قد تعرض من يفعلها إلى وضع اسمه على القائمة السوداء.

### المخططات الوطنية ونسخ نظام الرصيد الاجتماعي المؤقتة لدى الحكومات المحلية
حتى عام 2018، طُبّقت أكثر من 40 تجربة لنظام الرصيد الاجتماعي من قبل حكومات محلية في مقاطعات صينية مختلفة. وقد انطلقت البرامج التجريبية بعد إصدار «الموجز التخطيطي لبناء نظام رصيد اجتماعي» في عام 2014 من قبل السلطات الصينية. وتشرف الحكومة على تصميم هذه البرامج التجريبية الحكومية وتطويرها عن طريق المطالبة بنشر كل منها لـ «اتفاقية بين الأقسام لفرض مشترك للمكافآت والعقوبات على السلوكيات (الجديرة بالثقة) و (غير الجديرة بالثقة)».
في ديسمبر 2017، اختارت اللجنة الوطنية للتنمية والإصلاح وبنك الصين الشعبي «مدنًا نموذجية» قدمت أمثلة على الخطوات المطلوبة لإجراء تنفيذ عملي وفعال لنظام الرصيد الاجتماعي. ومن بينها هانغتشو، نانجينغ، شيامن، تشنغدو، سوجو، سوتشيان، هويزو، ونجو، ويهاي، يفانغ، ييوو، بالإضافة إلى رونغتشنغ. وقد اعتبرت هذه البرامج التجريبية ناجحة في طريقة تعاملها مع «القوائم السوداء و (القوائم الحمراء)»، وإحداثها لـ «منصات مشاركة رصيد»، و«جهودها في مشاركة البيانات مع المدن الأخرى». تزيد تجارب نظام الرصيد الاجتماعي التابعة للحكومات المحلية تركيزها على بنية الأنظمة الشفافة المستندة على قواعد، بعكس أنظمة التقييم الأكثر تطورًا والتي تُستخدم في البرامج التجريبية التجارية: غالبًا ما يبدأ المواطنون بمجموع مبدئي، تضاف إليه النقاط أو تُخصم منه وفقًا لتصرفاتهم. وتُدرَج أعداد النقاط المحددة لكل تصرف عادةً في كتالوجات متاحة للعامة. وقد أجرت المدن كذلك تجارب باستخدام نظام متعدد المستويات، تختار فيه المناطق مسجّلي مجاميع يكونون مسؤولين عن إبلاغ الكوادر الإدارية بهذه المجاميع. وإلى جانب ذلك، فقد سمحت بعض التجارب للمواطنين أن يطعنوا بالمجاميع التي وُضعت لهم.
تزعم الحكومة أن النية من هذه الأنظمة هي تجريم المواطنين الذين يُتفق على أنهم «غير جديرين بالثقة»، وتدعي أنها ستكون قادرة على «تغيير سلوك الناس عن طريق ضمان أن يكونوا مرتبطين به بشدة». ومع ذلك، يحاجّ الباحثون بأن النظام سيكون جزءًا من خطة الحكومة لأتمتة حكمها السلطوي على سكان الصين. ووفقًا لجينيا كوستكا، بروفيسورة في السياسات الصينية في جامعة برلين الحرة: «إن نجحوا في جهودهم، سيستحوذ الحزب الشيوعي على وسيلة قوية لقمع المعارضين له، وسيلة منخفضة الكلفة نسبيًا ولا تتطلب الاستخدام العلني (غير المحبذ) للإكراه من قبل الدولة».

### برامج نظام الرصيد الاجتماعي التجريبية التجارية
هناك أيضا برامج تجريبية تجارية طُورت بواسطة تكتلات صينية خاصة تملك التفويض من الدولة من أجل اختبار تجارب رصيد اجتماعي. هذه البرامج التجريبية أكثر انتشارًا من نظائرها التابعة للحكومات المحلية، لكنها تعمل على أساس اختياري: إذ يمكن للمواطنين أن يقرروا الانسحاب من هذه الأنظمة في أي وقت عند طلبهم. وتُقدَّم امتيازات للمستخدمين ذوي المجاميع الجيدة مثل تسهيل الوصول إلى القروض بضمان، تخفيضات على خدمات تقاسم السيارات والدراجات، تيسير طلبات التأشيرة، أو الفحوص الصحية المجانية والمعاملة المميزة في المستشفيات. وما تزال الخوارزميات المستخدمة لتحديد المجاميع في البرامج التجريبية التجارية غير معروفة، مع أن ثمة مصادر أفادت أن بعض البرامج التجريبية تستخدم منهجًا يعتمد على تحليل البيانات الضخمة والذكاء الاصطناعي.
في عام 2015، أصدر بنك الصين الشعبي تراخيص مؤقتة لثماني شركات من أجل إنشاء برامج تجريبية تجارية، من بينها رصيد سيسم الذي تملكه آنت للخدمات المالية، وهي فرع تابع لمجموعة علي بابا القابضة، ورصيد تينسنت الذي تملكه شركة تينسنت القابضة. ومع ذلك، فقد رفض بنك الصين الشعبي عام 2017 تحويل تراخيصها إلى تراخيص رسمية، إذ ذكر تخوفات تتعلق بتعارض المصالح لدى الشركات التي تعمل على تطوير الأنظمة والتي يحتمل أن تتولى تحديد مجاميعها بنفسها في المستقبل. وأصدر بدلًا من ذلك ترخيصًا مشتركًا لـ «رصيد بيهانغ» صالحًا لمدة ثلاث سنوات. وتعود ملكية رصيد بيهانغ إلى جمعية تمويل الإنترنت الوطنية (36%) والشركات الثماني الأخرى (8% لكل منها)، مما يسمح للدولة بالحفاظ على التحكم والإشراف على إنشاء البرامج التجريبية التجارية الجديدة.